# Villa Park
|  | Per a altres significats, vegeu «Villa Park (Califòrnia)». |

El Villa Park és un estadi de futbol de la ciutat de Birmingham, Anglaterra. Actualment és l'estadi de l'Aston Villa Football Club, un club de la Premier League, la primera divisió del futbol anglès. Fou inaugurat el 1874 i té una capacitat per 43.000 espectadors, tot i que actualment s'està ampliant per arribar als 51.000 espectadors. Aquest estadi ha estat la seu de semifinals de la FA Cup i de partits internacionals de la selecció anglesa, el primer partit que va jugar Anglaterra en aquest camp va ser el 1899. El Villa Park també ha estat la seu de tres partits de la Copa Mundial de Futbol del 1966 i quatre de l'Eurocopa del 1996.